# Antonio Semini
Antonio Semini  ou Antonio Semino  (Gênes, vers 1485 - Milan, après 1547) est un peintre italien de la fin de la Renaissance, actif principalement à Gênes et Milan au XVIe siècle.

## Biographie
Antonio Semini s'est formé à Gênes auprès de Ludovico Brea et a peint en collaboration avec Teramo Piaggio.
Antonio Semini eut deux enfants Andrea et Ottavio Semini qui furent tous deux ses élèves et peintres à part entière.

## Œuvres

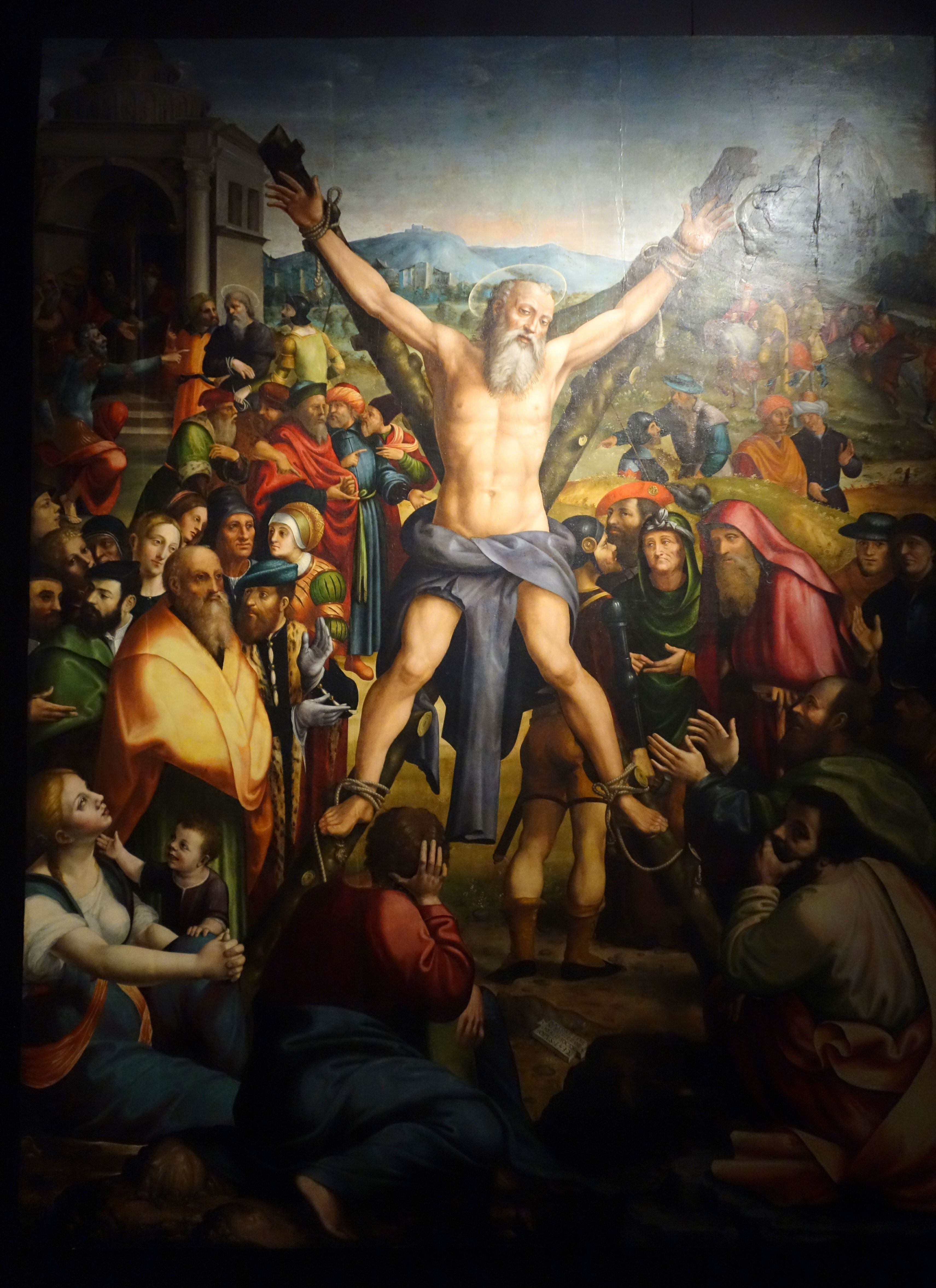
Martyre de Saint André par Antonio Semini et Teramo Piaggio, 1532

- Martyre de Saint André (1532), avec Teramo Piaggio, pour l'Église du Gesù de Gênes.
- Nativité (1535), église San Domenico, Savone.
- Leggenda delle amazzoni (légende des Amazones), Palazzo Spinola, Gênes.
- Deposizione dalla Croce (Déposition de la Croix), Museo dell'Accademia ligustica di Belle Arti, Gênes.
- Pietà (1547-1549),

## Sources
- (en) Cet article est partiellement ou en totalité issu de l’article de Wikipédia en anglais intitulé « Antonio Semini » (voir la liste des auteurs).